# Plumarella circumoperculum
Plumarella circumoperculum is een zachte koraalsoort uit de familie Primnoidae. De koraalsoort komt uit het geslacht Plumarella. Plumarella circumoperculum werd in 2010 voor het eerst wetenschappelijk beschreven door Cairns. 